# Malacoherpesviridae
I Malacoherpesviridae sono una famiglia di virus a dsDNA facente parte dell'ordine Herpesvirales, nel regno Heunggongvirae (nel gruppo I della Classificazione di Baltimore).

## Morfologia
I virioni sono di forma sferica, dotati di involucro all'interno del quale vi sono due strati di tegumento (tegumento esterno e tegumento interno) che racchiudono il capside. Il virione ha un raggio di 150 nm ed è dotato di glicoproteine superficiali transmembrana. Il tegumento non presenta una struttura riconoscibile, è formato da proteine disposte spesso in maniera asimmetrica. Il capside, formato da 162 capsomeri, ha un diametro di 100-110 nm e simmetria icosaedrica.

## Genoma
Il genoma è costituito da una singola molecola di DNA a doppio filamento lunga 134 kbp, ancorata alle pareti interne del capside. Il contenuto guanina+citosina è variabile a seconda della specie dal 35% al 75%.

## Replicazione
Il virus si replica nelle cellule di alcuni molluschi. Il virus sfrutta recettori superficiali della cellula ospite per fondere l'involucro con la membrana cellulare e rilasciare nel citoplasma il capside e le proteine del tegumento. Attraverso i pori nucleari, il capside viene trasportato nel nucleo, dove viene rilasciato il DNA. I primi geni trascritti servono a promuovere la trascrizione di ulteriori geni virali da parte della RNA polimerasi II dell'ospite. Le proteine così prodotte vengono riportate nel nucleo e servono per la replicazione del DNA. Dopo la sintesi di numerose copie del genoma virale, vengono trascritti i geni tardivi, che codificano per le proteine strutturali e per altre. Anche queste proteine vengono riportate nel nucleo, dove le particelle virali vengono assemblate. I virioni così formati attraversano la membrana nucleare, modificata da alcune glicoproteine virali, l'apparato di Golgi e la membrana cellulare.
In alcuni casi il genoma virale si può integrare in quello dell'ospite e rimanere latente replicandosi come episoma insieme al DNA cellulare.

## Tassonomia
Vi è un unico genere riconosciuto dall'ICTV nel release del 2009, ma studi successivi hanno individuato una nuova specie di herpesvirus che colpisce i molluschi, che è stata inserita nella stessa famiglia in un nuovo ordine.
- Genere Ostreavirus
  - Specie Ostreid herpesvirus 1
- Genere Aurivirus
  - Specie Haliotid herpesvirus 1